# Requiem pour un beau sans-cœur
Pour plus de détails, voir Fiche technique et Distribution.
Requiem pour un beau sans-cœur est un drame policier québécois réalisé par Robert Morin, sorti en 1992. 
Le film met en vedette Gildor Roy dans le rôle de Louis-Régis Savoie. Le personnage de Savoie est inspiré de la carrière de Richard Blass, criminel québécois des années 1960 et 1970.
Le film est sélectionné à la Semaine de la critique au Festival de Cannes 1993.

## Fiche technique
- Titre original : Requiem pour un beau sans-cœur
- Titre anglais : Requiem for a Handsome Bastard
- Réalisation : Robert Morin
- Scénario : Robert Morin
- Musique : Jean Corriveau
- Direction artistique : Marie-Carole de Beaumont et Marie-Christiane Mathieu
- Costumes : Nicoletta Massone
- Coiffure : Nina Rizzi
- Maquillage : Nicole Demers
- Photographie : James Gray
- Son : Marcel Chouinard, Louis Collin, Pierre Tessier
- Montage : Lorraine Dufour
- Production : Lorraine Dufour et Nicole Robert
- Sociétés de production : Coop Vidéo de Montréal, Lux Films
- Sociétés de distribution : TVA Films
- Budget : 1,4 million de dollars[1]
- Pays d'origine :  Canada ( Québec)
- Langue originale : français
- Format : couleur - format d'image 1,85:1 - Dolby Digital - 35mm
- Genre : drame policier
- Durée : 93 minutes
- Dates de sortie :
  - Canada : 18 septembre 1992 (sortie en salle au Québec)
  - France : 10 novembre 1993
  - Allemagne : 1er septembre 1994 Festival international du film d'Oldenbourg
  - Canada : septembre 2007  (DVD)

## Distribution
- Gildor Roy : Louis-Régis Savoie
- Jean-Guy Bouchard : Tonio
- Brigitte Paquette : Denise
- Sabrina Boudot : Cindy
- Klimbo (Kliment Dentchev) : Maki
- Stéphan Côté : Jean-Pierre Trudel
- France Arbour : Mme Savoie
- Louis-Georges Girard : Mike Di Palma
- Raymond Bélisle : Gaston Beaudoin
- Marc Gélinas : Lastic Choquette
- Simon Mathurin Guilbert : Mathieu Savoie
- Marcel Giguère : le propriétaire
- Roméo Pérusse : Méo
- Bronwen Mantel : Mme Maki
- Éric Gaudry : partenaire de Lastic
- Gregory Charles : le garçon de courses
- Deano Clavet : le prisonnier
- Pierre Claveau : le barman
- Claude Desjardins : le policier
- Jean-Marie Da Silva : l'ami de madame Savoie
- Frank Fontaine : l'officier à l'incendie

## Distinctions

### Prix
- Meilleur film canadien du Festival de Toronto 1992
- Prix L.-E.-Ouimet-Molson du meilleur film québécois de l'année par l'Association québécoise des critiques de cinéma[2]

### Nominations
- 13e cérémonie des prix Génie :
  - Meilleur film
  - Meilleure réalisation
  - Meilleur acteur pour Gildor Roy
  - Meilleur acteur dans un second rôle pour Jean-Guy Bouchard